# Christian Darnton
Philip Christian Darnton, né le 30 octobre 1905 et mort le 14 avril 1981, également connu sous le nom de Baron von Schunck, est un compositeur et auteur britannique.

## Biographie

### Jeunes années et famille
Philip Christian Darnton est né à Leeds sous le nom de Philip Christian von Schunck, fils de Mary Illingsworth et de John Edward, baron von Schunk (1869–1940), propriétaire terrien qui a renoncé à son titre avant la Première Guerre mondiale,. Le grand-père paternel de Christian, Edward, baron von Schunck, est né à Leipzig, faisant partie d'une ancienne famille allemande qui, depuis 1715, tenait une baronnie dans le Saint-Empire romain germanique (Freiherr). Il s'est installé en Grande-Bretagne et a épousé Kate Lupton, qui est née dans une famille progressiste, propriétaire terrienne et politique de Lupton et avait fait ses études à l'école de sa parente Rachel Martineau. Edward décède en 1889. Kate lui survit jusqu'en 1913, à la veille de la Première Guerre mondiale, et a insisté dans son testament pour que leur fils unique, John Edward, baron von Schunck, change son nom de famille pour prendre celui de son père, Darnton Lupton, ancien maire de Leeds. Ainsi, lui et ses enfants ont acquis par Royal License le nom de famille Darnton,.
Le père de Christian Darnton, John Edward, avait deux sœurs, dont l'une, Florence von Schunck, avait épousé Albert Kitson, 2e baron Airedale de Gledhow Hall, près de Leeds en 1890. La baronne von Schunck, née Kate Lupton, vivait dans le Gledhow Wood Estate adjacent, où elle a organisé le repas de noces de sa fille et de son gendre,.
La famille est extrêmement aisée et Christian Darnton a été éduqué à la maison par une gouvernante jusqu'à l'âge de neuf ans, âge auquel il commence à composer; ses talents musicaux étant "évidents" au moment où il monta au Gonville et Caius College de Cambridge en 1924. Darnton avait comme professeur Charles Wood et Cyril Rootham à Cambridge et Harry Farjeon à la Royal Academy of Music, où il se lia d'amitié avec son camarade de classe Walter Leigh. En 1928, il a également passé un an à étudier avec Max Butting à Berlin.

### Carrière et composition
Darnton a d'abord attiré l'attention du grand public en tant que compositeur le 30 mars 1927 lorsque ses parents ont financé une soirée entière de musique pour leur fils de 21 ans au Grotrian Hall de Londres. Bien qu'il ait fait performances indépendamment (dont un de son octuor dans la même salle quatre jours plus tôt), l'événement a eu l'effet involontaire de tendre ses relations avec d'autres compositeurs et critiques. Peter Warlock et Cecil Gray, en particulier, ont interrompu la procédure, la considérant comme un exemple de privilège non mérité. Le concert comprenait son premier quatuor à cordes, op. 23, et la première sonate pour piano, hautement chromatique, op. 33 (tous deux composés en 1925). Le projet a été largement critiqué dans la presse - la critique du Times écrit : « cela ne nous amuse pas d'écouter ses modernismes amateurs, et nous refusons de le prendre au sérieux jusqu'à ce qu'il ait montré qu'il maîtrise les lois de la musique » - et la critique a incité Darnton à poursuivre ses études à Berlin avec Max Butting à partir de 1928. L'influence de Butting sur Darnton est claire : Butting croyait que « la musique est l'expression de perceptions sociales » et (comme Darnton plus tard dans la vie) son style de composition montrait un dualisme de la pensée musicale entre une atonalité austère et sans compromis (comme dans la Symphonie no 3 de 1928) et un style simplifié plus transparent destiné à la consommation de masse par la radio (comme dans la Sinfonietta, également 1928).
Après une courte période d'enseignement à la Stowe School, Darnton se tourne vers le journalisme, tout en continuant à composer. Mais il doit attendre jusqu'au milieu des années 1930 avant que sa musique ne commence à gagner en performances et en intérêt. L'Orchestre symphonique de la BBC a joué son Concerto pour alto avec le soliste Bernard Shore (qui a commandé l'œuvre) dirigé par Iris Lemare, le 15 avril 1936. Le 4 février 1938, le même orchestre joue Swansong, cinq chansons pour soprano et orchestre, mettant en scène des poèmes de Robert Nichols, sous la direction du soliste May Blyth et de Constant Lambert. Son premier vrai succès date de 1939 avec une exécution des Cinq morceaux orchestraux, oeuvres résolument modernes et tournées vers l'avenir, à la société internationale pour le festival de musique contemporaine à Varsovie.
En juillet 1940, le livre de Darnton, You and Music, est publié comme l'une des nouvelles séries de livres de poche non-fiction Pelican à six penny destinés au grand public (il s'agit du no 68) Les critiques étaient généralement positives jusqu'à ce que Percy Scholes (dans un essai du Musical Times de mai 1941) ait répertorié tant d'erreurs graves et évidentes (telles que « la forme binaire peut être représentée par ABA ») qu'il a présenté le travail comme une blague élaborée pour piéger les critiques imprudents. Peut-être la partie la plus intéressante du livre, au-delà des explications non techniques de l'histoire, de la théorie, de la forme et de l'orchestration de la musique, est les critiques qu'elle contient de la musique moderne. Par exemple, Darnton conteste le terme « Renaissance musicale anglaise », estimant que l'Angleterre n'avait produit « aucun compositeur d'importance internationale » pendant cette période.
Darnton a rejoint le Parti communiste de Grande-Bretagne en 1941. Ses vues communistes ont conduit à une simplification abrupte de son langage musical alors qu'il cherchait un style plus populaire et accessible, mais ses vues ont peut-être nui à sa popularité et l'ont rendu relativement obscur. La BBC ne diffusera pas sa cantate Ballad of Freedom de 1942 (paroles de Randall Swingler) pour des raisons de sécurité nationale. Mais l'ouverture de Stalingrad sonna assez bien avec les sympathies du pays à l'époque, et reçut sa première au Royal Albert Hall en mars 1943. Pendant quelques années, vers la fin de la guerre, Darnton a réalisé une série de films documentaires patriotiques pour l'effort de guerre, comme A Harbor Goes to France, produit par le ministère de l'Information en 1944, qui sera plus tard la base de la suite orchestrale Atlantic,.
Après la guerre, les œuvres de Darnton comprenaient la cantate Jet Pilot et l'opéra Fantasy Fair deux exemples de son style plus populiste. Mais désillusionné par son manque de reconnaissance, il tourna le dos à la composition du milieu des années 1950 pendant deux décennies. Vint ensuite un remarquable renouveau (et le retour de son style dissonant et d'avant-garde) avec notamment le Concerto pour orchestre (1970-1973), le Quatuor à cordes no 4 (1973) et la Symphonie no 4 (1975-1988), qui avait son création en septembre 1981, six mois après la mort du compositeur,.

### Vie privée
Christian Darnton a rencontré sa première femme, l'artiste Joan Mary Bell (1905-2001), alors qu'il était en Allemagne. Ils se sont mariés en novembre 1929 et ont eu deux fils. Tout en travaillant dans la défense civile pendant la guerre, il a subi une chute que certains ont interprétée comme une tentative de suicide après quoi son mariage a échoué. Darnton a ensuite eu une liaison avec Elisabeth Balchin, l'épouse du romancier Nigel Balchin. Balchin a répondu en caricaturant Darnton dans son roman de 1945 Mine Own Executioner. Dans le roman, le personnage Stephen est un poète égocentrique décrit comme « grand et beau et hanté et tellement comme un artiste créatif que vous n'auriez pas pensé qu'il aurait le culot de faire le tour comme ça. ». Il a épousé sa deuxième femme, la danseuse Vera Blanche Martin, en 1953.

## Œuvres choisies
- Sonate pour piano no 1, 1925
- Quatuor à cordes no 1, 1925
- Concertino pour piano et orchestre de chambre, 1926[29]
- Octet, 1928
- Symphonie no 1, 1929-1931
- Trio à cordes, 1930
- Concerto pour violon, 1930
- Concerto pour piano, 1933
- Quatuor à cordes no 2 pour amateurs, 1933
- Concerto pour alto et cordes, 1933-1935
- Concerto pour harpe et vent, 1934
- Quatuor à cordes no 3, 1934
- Swansong, cinq chansons pour soprano et orchestre (paroles, Robert Nichols), 1935[30]
- Suite concertante pour violon et orchestre de chambre, 1936
- Cinq pièces d'orchestre, 1938
- Symphonie no 2 Anagram, 1939-1940
- Ballade de la liberté, cantate, 1941-1952
- Stalingrad, ouverture, 1943
- A Harbor Goes to France, partition de film documentaire, 1944
- Sonate pour piano no 2, 1944
- Symphonie no 3, 1944-1945, révisée en 1961
- Fantasy Fair, opéra, 1949-1951
- Jet Pilot, cantate, 1952
- Concerto pour orchestre, 1970–73[31]
- Quatuor à cordes no 4, 1973[32]
- Symphony No 4 Diabolus in musica, (alias 20 Minute Symphony), 1975-1979[33],[34]